# Argentina en los Juegos Paralímpicos de Sochi 2014
La participación de Argentina en los Juegos Paralímpicos de Sochi 2014 fue la segunda actuación paralímpica de los deportistas argentinos en los Juegos Paralímpicos de Invierno que se venían realizando desde 1976. La delegación argentina presentó 3 deportistas (todos varones), que compitieron en dos deportes. El mejor resultado lo obtuvo Carlos Javier Codina Thomatis, que clasificó a la ronda final, llegando en la posición 9.º, a solo un lugar de obtener diploma.

## Esquí alpino paralímpico
Masculino
| Atleta                        | Evento                | Ronda 1 | Ronda 1    | Ronda 1  | Ronda 2 | Ronda 2    | Ronda 2  | Final/Total | Final/Total | Final/Total |
| Atleta                        | Evento                | Tiempo  | Diferencia | Posición | Tiempo  | Diferencia | Posición | Tiempo      | Diferencia  | Posición    |
| ----------------------------- | --------------------- | ------- | ---------- | -------- | ------- | ---------- | -------- | ----------- | ----------- | ----------- |
| Carlos Javier Codina Thomatis | Slalom                | 1:02.87 | +15.18     | 33       | 1:07.07 | +15.79     | 24       | 2:09.94     | +30.97      | 26          |
| Carlos Javier Codina Thomatis | Giant slalom, parado  | 1:33.96 | +19.24     | 32       | 1:24.40 | +13.25     | 24       | 2:58.36     | +32.49      | 25          |
| Enrique Plantey               | Giant slalom, sentado | 1:34.37 | +16.27     | 25       | 1:31.28 | +17.18     | 19       | 3:05.65     | +32.92      | 19          |

### Snowboarding
Hombres
| Atletas                       | Eventos         | Ronda 1 | Ronda 1  | Ronda 2 | Ronda 2  | Ronda 3 | Ronda 3  | Total   | Total    |
| Atletas                       | Eventos         | Tiempo  | Posición | Tiempo  | Posición | Tiempo  | Posición | Tiempo  | Posición |
| ----------------------------- | --------------- | ------- | -------- | ------- | -------- | ------- | -------- | ------- | -------- |
| Carlos Javier Codina Thomatis | Snowboard cross | 58.01   | 9        | 56.99   | 8        | 56.57   | 6        | 1:53.56 | 9        |

## Cross-country paralímpico
Masculino
| Atleta               | Evento                      | Calificación | Calificación | Calificación | Semifinal       | Semifinal       | Final           | Final           | Final           |
| Atleta               | Evento                      | Tiempo real  | Resultado    | Posición     | Resultado       | Posición        | Tiempo real     | Resultado       | Posición        |
| -------------------- | --------------------------- | ------------ | ------------ | ------------ | --------------- | --------------- | --------------- | --------------- | --------------- |
| Pablo Javier Robledo | 1 km sprint clásico, parado | 4:20.61      | 4:12.79      | 20           | No se clasificó | No se clasificó | No se clasificó | No se clasificó | No se clasificó |
| Pablo Javier Robledo | 10 km libres, parado        |              |              |              |                 |                 | 28:17.2         | 27:26.3         | 23              |
| Pablo Javier Robledo | 20 km libres, parado        |              |              |              |                 |                 | 1:05:24.2       | 1:02:47.2       | 12              |